# Аврамівка (Кропивницький район)
Авра́мівка — село в Україні, у Катеринівській сільській громаді Кропивницького району Кіровоградської області. Населення становить 164 особи.

## Географія
На південно-східній околиці села бере початок Балка Аврамівська.

### Клімат
| Клімат Аврамівки          | Клімат Аврамівки | Клімат Аврамівки | Клімат Аврамівки | Клімат Аврамівки | Клімат Аврамівки | Клімат Аврамівки | Клімат Аврамівки | Клімат Аврамівки | Клімат Аврамівки | Клімат Аврамівки | Клімат Аврамівки | Клімат Аврамівки | Клімат Аврамівки |
| Показник                  | Січ.             | Лют.             | Бер.             | Квіт.            | Трав.            | Черв.            | Лип.             | Серп.            | Вер.             | Жовт.            | Лист.            | Груд.            | Рік              |
| Середній максимум, °C     | −2,2             | −1,7             | 3,1              | 12,8             | 20,2             | 24,4             | 26,3             | 25,5             | 19,8             | 12,7             | 4,8              | 0,3              | 12               |
| Середня температура, °C   | −5,2             | −4,8             | −0,4             | 8,1              | 14,9             | 19,1             | 20,8             | 19,9             | 14,4             | 8,3              | 1,9              | −2,3             | 7                |
| Середній мінімум, °C      | −8,2             | −7,8             | −3,8             | 3,5              | 9,7              | 13,8             | 15,4             | 14,3             | 9,0              | 3,9              | −0,9             | −4,9             | 3                |
| Норма опадів, мм          | 35               | 34               | 29               | 38               | 46               | 69               | 72               | 50               | 40               | 30               | 37               | 43               | 523              |
| ------------------------- | ---------------- | ---------------- | ---------------- | ---------------- | ---------------- | ---------------- | ---------------- | ---------------- | ---------------- | ---------------- | ---------------- | ---------------- | ---------------- |
| Джерело: climate-data.org |                  |                  |                  |                  |                  |                  |                  |                  |                  |                  |                  |                  |                  |

## Історія
Станом на 1886 рік у колишньому власницькому селі Володимирської волості Єлисаветградського повіту Херсонської губернії мешкало 198 осіб, налічувалось 43 дворових господарств, існувала школа.
За даними 1894 року у селі Аврамівка (Шахова) мешкало 428 осіб (212 чоловічої статі та 216 — жіночої), налічувалось 56 дворових господарств.

## Населення
Згідно з переписом УРСР 1989 року чисельність наявного населення села становила 15 осіб, з яких 6 чоловіків та 9 жінок.
За переписом населення України 2001 року в селі мешкали 164 особи.

### Мова
Розподіл населення за рідною мовою за даними перепису 2001 року:
| Мова       | Відсоток |
| ---------- | -------- |
| українська | 98,78 %  |
| молдовська | 1,22 %   |